# Phannapa Harnsujin
Phannapa Harnsujin (Bangkok, 14 settembre 1997) è una taekwondoka thailandese.

## Palmarès
- Mondiali

Manchester 2019: oro nei 53 kg.
- Campionati asiatici

Ho Chi Minh 2018: argento nei 53 kg.
- Giochi del Sud-est asiatico

Naypyidaw 2013: oro nei 49 kg.
Singapore 2015: argento nei 53 kg.